# Juxtapunere
În lingvistică, juxtapunerea sau parataxa este alăturarea a două entități (cuvinte, propoziții, fraze) fără vreun cuvânt intermediar.
Juxtapunerea poate fi un procedeu sintactic, prin alăturarea unor entități ca:
- două sau mai multe cuvinte într-o enumerare: en  She bought tea, coffee, eggs, milk „(Ea) a cumpărat ceai, cafea, ouă, lapte” (coordonare prin juxtapunere)[2];
- un cuvânt regent și un cuvânt subordonat primului, de exemplu un substantiv și atributul său: carte frumoasă, data sosirii (subordonare prin juxtapunere)[3];
- un cuvânt și o propoziție atributivă subordonată acestuia: en  the bus I caught „autobuzul pe care l-am luat” (subordonare prin juxtapunere)[4];
- două propoziții într-o frază: Copilul e cuminte, învață bine, scrie poezii[5], en  I came; I saw; I conquered „Am venit; am văzut; am învins”[2] (coordonare prin juxtapunere);

Juxtapunerea sintactică poate fi nemarcată (carte frumoasă, the bus I caught) ori marcată cu virgulă, punct și virgulă sau două puncte.
Pot fi juxtapuse și două fraze: Aș vrea să știu: – Vii cu mine sau rămâi acasă?
Juxtapunerea este nu numai un procedeu sintactic, ci și de formare a cuvintelor prin compunere. Exemple de cuvinte compuse prin juxtapunere sunt locotenent-colonel, franco-român, București-Nord.